# I am here
I am here is een studioalbum van Paul Ellis. Het album met een kruising tussen ambient en elektronische muziek is een eerbetoon aan de Chinook. Paul Ellis was in de buurt van de Columbia River Gorge alwaar een (nu) onbewoond eiland zijn aandacht vroeg. Het eiland was in vroeger tijd een verzamel- en handelsplaats. Ellis had tijdens zijn bezoek aan dat eiland het idee dat iemand toekeek, maar zag niemand. 

## Musici
- Paul Ellis – synthesizers, elektronica

## Muziek
| Nr. | Titel                                   | Duur  |
| --- | --------------------------------------- | ----- |
| 1.  | She who watches                         | 19:40 |
| 2.  | Chinook wind                            | 19:49 |
| 3.  | I am on an island in the Columbia River | 28:33 |